# Theridion piriforme
Theridion piriforme là một loài nhện trong họ Theridiidae.
Loài này thuộc chi Theridion. Theridion piriforme được Lucien Berland miêu tả năm 1938.